# Уэсли Крашер
Уэсли Крашер (англ. Wesley Crusher) — персонаж из телевизионного сериала Звёздный путь: Следующее поколение, регулярно появлявшийся в первых четырех сезонах и периодически в последующих. Его роль была исполнена актером Уилом Уитоном.

## Биография
В телевизионном сериале Звёздный путь: Следующее поколение Уэсли Крашер впервые появляется на корабле Энтерпрайз NCC-1701-D со своей матерью вскоре после того, как капитан Жан-Люк Пикар принимает командование. Поначалу Уэсли было некомфортно среди других детей, этот факт он раскрывает Уильяму Райкеру в пилотном эпизоде сериала. В первых сериях капитан Пикар не принимает Крашера на борт корабля, однако по мере развития событий он осознает, что Уэсли не по годам умен и унаследовал высокий уровень интеллекта от своей матери. В то же время сам Крашер учится преодолевать свою враждебность по отношению к Пикару, вызванную смертью отца. Пикар предоставляет Уэсли Крашеру больше возможностей на борту корабля. Инопланетянин, известный как Путешественник, говорит Пикару о том, что Крашер обладает уникальным интеллектом и большим потенциалом, считая его вундеркиндом. Вскоре У. Крашер назначается Пикаром на пост действующего энсина.
Затем Уэсли Крашер сдает вступительные экзамены в Академию Звездного Флота. Его результат ниже, чем требуется, поэтому он не поступает с первой попытки, о чем свидетельствует один из эпизодов сериала. Позже он упускает свой второй шанс на поступление, когда помогает команде корабля Энтерпрайз NCC-1701-D в спасении Райкера, Дианы Трой и Лаксану Трой от враждебных Ференгов. За это Пикар предоставляет ему возможность стать полноценным энсином.
Уэсли Крашера приглашают в Академию повторно, он успешно сдает вступительный экзамен и попадает в элитную группу кадетов под названием Эскадрилья Новой Звезды. Однако его участие в этой группе приводит к потере академических кредитов, когда один из участников эскадрильи погиб во время полета из-за опасного и запрещенного маневра, после чего, вследствие давления лидера группы Ника Локарно, Уэсли Крашер скрывает правду. Хотя вмешательство экипажа и собственные показания спасают его от отчисления, все академические кредиты Крашера обнуляются. Он покидает Академию, после чего продолжает исследования с Путешественником, который снова вошел с ним в контакт.
Впоследствии Уэсли Крашер появляется в серии новелл «Время для…», посещая свою мать. Также его можно видеть сидящим напротив своей матери в сцене свадьбы в фильме Звёздный путь: Возмездие. В удаленной сцене капитан Пикар спрашивает Уэсли, будет ли он рад работать на USS Titan, на что Крашер отвечает, что он будет работать в ночную смену в качестве инженера. Отсюда следует, что У. Крашер вернулся в Звездный флот в один из моментов до начала событий фильма.

## Отзывы
Множество фанатов, включая и самого Уила Уитона, решили, что Уэсли Крашер является персонажем типа Мэри Сью и своего рода памятью о Джине Родденберри, чье среднее имя было «Уэсли». В вики-проекте TV Tropes персонаж, которого любят создатели, но не принимает аудитория, обычно называется «Уэсли». В 2011 году эпизод «Не все псы попадают в рай» (англ. Not All Dogs Go to Heaven) мультсериала Гриффины, включающий в себя основной состав Нового Поколения и Уилла Уитона в качестве Уэсли, был охарактеризован Патриком Стюартом как инфантильный и раздражающий.
Некоторым фанатам не понравилась идея о молодом человеке, который, кажется, постоянно спасает целый корабль. Критики утверждают, что наблюдали подобное минимум 7 раз, когда Уэсли, «имеющий проблемы с поступлением в Академию Звездного Флота», на корабле «с лучшими умами Звездного флота», приходит им на помощь, «найдя правильное решение».